# Tenexio
Tenexio är en ort i Mexiko.   Den ligger i kommunen Axtla de Terrazas och delstaten San Luis Potosí, i den sydöstra delen av landet, 220 km norr om huvudstaden Mexico City. Tenexio ligger 141 meter över havet och antalet invånare är 1 174.
Terrängen runt Tenexio är kuperad. Runt Tenexio är det tätbefolkat, med 427 invånare per kvadratkilometer. Närmaste större samhälle är Tamazunchale, 16,0 km sydost om Tenexio. I omgivningarna runt Tenexio växer huvudsakligen savannskog.